# Cyathostemma vietnamense
Cyathostemma vietnamense är en kirimojaväxtart som beskrevs av Nguyên Tiên Bân. Cyathostemma vietnamense ingår i släktet Cyathostemma, och familjen kirimojaväxter. Inga underarter finns listade i Catalogue of Life.